# Мића Томић
Миливоје Томић (Београд, 10. фебруар 1920 — Београд, 23. август 2000) био je српски и југословенски глумац.

## Биографија
Мића је рођен је у Београду 10. фебруара 1920. године. Студирао је право, а потом је уписао Одсек за позоришну уметност на Музичкој академији у Београду. Играо је у Београдском драмском позоришту од 1952. до 1961. године у бројним представама, био је и гост у Атељеу 212. Неко време је био и члан путујуће дружине Удружења глумаца. Филмску каријеру је почео 1954. мањим споредним улогама, да би се у филмовима Три (1965), Непријатељ (1965) и Буђење пацова (1967) представио као карактерни глумац који се памти по ликовима свакодневних људи из живота. Поред тога, снимио је и већи број малих епизода у домаћим и копродукцијским филмовима.
У августу 1997. године примио је награду за животно дело "Павле Вуисић“.
Преминуо је у Београду 23. августа 2000. у 80. години.

## Филмографија
|                   | 1950 ▼ | 1960 ▼ | 1970 ▼ | 1980 ▼ | 1990 ▼ | Укупно |
| ----------------- | ------ | ------ | ------ | ------ | ------ | ------ |
| Дугометражни филм | 2      | 23     | 16     | 32     | 10     | 83     |
| ТВ филм           | 1      | 14     | 14     | 7      | 9      | 45     |
| ТВ серија         | 0      | 12     | 12     | 12     | 4      | 40     |
| ТВ мини серија    | 0      | 0      | 4      | 0      | 0      | 4      |
| ТВ кратки филм    | 0      | 1      | 1      | 0      | 0      | 2      |
| Кратки филм       | 1      | 0      | 4      | 0      | 0      | 5      |
| Укупно            | 4      | 50     | 51     | 51     | 23     | 179    |

| Год.       | Назив                                      | Улога                         |
| ---------- | ------------------------------------------ | ----------------------------- |
| 1950.-те ▲ |                                            |                               |
| 1954.      | Сумњиво лице                               | Таса - практикант             |
| 1957.      | Атомска бајка                              |                               |
| 1958.      | Погубљење                                  |                               |
| 1959.      | Три Ане                                    |                               |
| 1960.-те ▲ |                                            |                               |
| 1960.      | Дилижанса снова                            | Петљански                     |
| 1960.      | Острво мира                                |                               |
| 1961.      | Насиље на тргу                             |                               |
| 1961.      | Суђење Мери Дуган                          |                               |
| 1961.      | Лето је криво за све                       |                               |
| 1961.      | Сиромашни мали људи                        |                               |
| 1961.      | Први грађанин мале вароши                  | Мађионичар Фарели             |
| 1961.      | Мица и Микица                              |                               |
| 1961.      | На тајном каналу (серија)                  |                               |
| 1962.      | Кентервилски дух                           |                               |
| 1962.      | Да ли је умро добар човјек?                | Вагнер                        |
| 1963.      | Мушкарци                                   |                               |
| 1963.      | Насиље на тргу                             |                               |
| 1963-1964. | На слово, на слово (ТВ серија)             |                               |
| 1964.      | Човек из храстове шуме                     | Трговац Петар Паћић           |
| 1964.      | Офсајд (ТВ)                                |                               |
| 1964.      | Бело у белом                               |                               |
| 1964.      | Пут око света                              | Мандарин Во-Ки                |
| 1964-1966. | Код судије за прекршаје                    |                               |
| 1965.      | Инспектор                                  |                               |
| 1965.      | Викенд у затвору Марсалзе                  |                               |
| 1965.      | Непријатељ                                 | Друг Зец                      |
| 1965.      | Три                                        | Подбадач из масе              |
| 1965.      | Гласам за љубав                            |                               |
| 1965.      | Лицем у наличје (серија)                   | Др Томић                      |
| 1965.      | Леђа Ивана Грозног                         |                               |
| 1966.      | Црни снег (серија)                         | Дошљак                        |
| 1966.      | Галски петао (ТВ серија)                   |                               |
| 1966.      | Људи и папагаји (серија)                   | Рус                           |
| 1967.      | Деца војводе Шмита                         |                               |
| 1967.      | Хонорарни краљ (кратки филм)               |                               |
| 1967.      | Кад будем мртав и бео                      | Пословођа                     |
| 1967.      | Златна праћка                              | Судија                        |
| 1967.      | Скупљачи перја                             | Румун                         |
| 1967.      | Смоки (серија)                             |                               |
| 1967.      | Буђење пацова                              | Милорад                       |
| 1968.      | Вишња на Ташмајдану                        | Воја, Мишин отац              |
| 1968.      | Бекство                                    | Пајсије                       |
| 1968.      | Сачулатац (серија)                         |                               |
| 1968.      | Бекства                                    | Управник затвора              |
| 1968.      | Биће скоро пропаст света                   | Становник села                |
| 1968.      | Пусти снови                                | Шеф робне куће                |
| 1968.      | Спавајте мирно (серија)                    |                               |
| 1968.      | Максим нашег доба (серија)                 |                               |
| 1969.      | Бог је умро узалуд                         | Отац близанаца                |
| 1969.      | Лака лова                                  |                               |
| 1969.      | Скандал (ТВ)                               |                               |
| 1969.      | Заседа                                     | Наставник                     |
| 1969.      | Код зеленог папагаја                       |                               |
| 1969.      | Закопајте мртве                            |                               |
| 1969.      | Необавезно (Документарни филм)             |                               |
| 1969.      | ТВ Буквар (серија)                         | Очни лекар                    |
| 1969.      | Велики дан                                 |                               |
| 1970.-те ▲ |                                            |                               |
| 1970.      | Дан који треба да остане у лепој успомени  |                               |
| 1970.      | Плива Бебимикс „Пријатељ”                  |                               |
| 1970.      | Плива Бебимикс „Чекаоница”                 |                               |
| 1970.      | Фарса о Патлену (ТВ)                       | Судија                        |
| 1970.      | Бубе у глави                               | Доктор                        |
| 1971.      | На слово, на слово (серија)                |                               |
| 1971.      | Улога моје породице у свјетској револуцији | Отац                          |
| 1971.      | Чеп који не пропушта воду (ТВ)             | Посредник                     |
| 1971.      | Чедомир Илић (серија)                      | Министар                      |
| 1971.      | Моја луда глава                            |                               |
| 1972.      | Волим те Аксаније (ТВ)                     |                               |
| 1972.      | Ратнички таленат (ТВ)                      | Сценариста                    |
| 1972.      | Ћу, ћеш, ће (серија)                       |                               |
| 1972.      | Трагови црне девојке                       |                               |
| 1972.      | Мајстори (серија)                          | Предузимач                    |
| 1973.      | Невен (серија)                             | Јован Јовановић Змај          |
| 1973.      | Кућевласник и паликућа                     |                               |
| 1973.      | Жуте фесвице                               | Милован, кум                  |
| 1973.      | Филип на коњу (серија)                     |                               |
| 1973.      | Бела кошуља (ТВ)                           | Гицо                          |
| 1973.      | Камионџије (серија)                        | Мрђа                          |
| 1974.      | Провод (ТВ)                                | Магистар Рајан                |
| 1974.      | Отписани                                   | Књиговезац                    |
| 1974.      | Образ уз образ (серија)                    | Мица                          |
| 1973-1974. | Позориште у кући (серија)                  | Теча Вукоје                   |
| 1974.      | Парлог                                     |                               |
| 1974.      | Димитрије Туцовић (ТВ серија)              | Јован Цвијић                  |
| 1975.      | Зимовање у Јакобсфелду                     | Брица                         |
| 1975.      | Салаш у Малом Риту (ТВ серија)             | Брица                         |
| 1974-1975. | Отписани (серија)                          | Књиговезац                    |
| 1975.      | Песма (ТВ серија)                          | Столар Савић                  |
| 1976.      | Невидљиви човек (ТВ)                       | Психијатар                    |
| 1976.      | Џангризало (ТВ)                            | Доктор                        |
| 1976.      | Морава 76 (серија)                         |                               |
| 1976.      | Салаш у Малом Риту (филм)                  | Брица                         |
| 1976.      | Чувар плаже у зимском периоду              | Шеф перионице                 |
| 1977.      | Лавови у пола цене                         |                               |
| 1977.      | Љубавни живот Будимира Трајковића          | Деда Трајковић                |
| 1977.      | Специјално васпитање                       | Директор поправног дома       |
| 1977.      | Више од игре (серија)                      | Давидовић „Шмрк-шмрк“         |
| 1977.      | Никола Тесла (серија)                      | Јован Јовановић Змај          |
| 1977.      | Мирис пољског цвећа                        | Глумац I                      |
| 1978.      | Тигар                                      |                               |
| 1978.      | Подне Кратки филм                          |                               |
| 1978.      | Љубав у једанаестој                        |                               |
| 1978.      | Госпођа министарка (ТВ)                    | Панта                         |
| 1979.      | Кост од мамута                             |                               |
| 1979.      | Сећам се (серија)                          |                               |
| 1979.      | Национална класа                           | Страхиња                      |
| 1979.      | Трофеј                                     | Тодор Бањац                   |
| 1979.      | Освајање слободе                           | Данило                        |
| 1980.-те ▲ |                                            |                               |
| 1980.      | Мајстори, мајстори!                        | Вуксан                        |
| 1980.      | Петријин венац                             | Фотограф                      |
| 1980.      | Стан                                       |                               |
| 1980.      | Авантуре Боривоја Шурдиловића              | Веснин станодавац             |
| 1980.      | Ко то тамо пева                            | Алекса Симић                  |
| 1980.      | Снови, живот, смрт Филипа Филиповића       | Драгиша Лапчевић              |
| 1980.      | Врућ ветар (серија)                        | Веснин станодавац / Бобов шеф |
| 1980.      | Рад на одређено време                      | Стаматовић                    |
| 1980.      | Позориште у кући 4 (серија)                | Теча Вукоје                   |
| 1981.      | Кир Јања                                   | Кир Дими                      |
| 1981.      | Сок од шљива                               | Аврамовић                     |
| 1981.      | Шеста брзина                               | Крока                         |
| 1982.      | Идемо даље                                 | Милетов отац                  |
| 1982.      | Маратонци трче почасни круг                | Максимилијан Топаловић        |
| 1982.      | Залазак сунца                              | Адам                          |
| 1982.      | Приче из радионице (серија)                | Крока                         |
| 1983.      | Човек са четири ноге                       | Судија                        |
| 1983.      | Још овај пут                               | Управник затвора              |
| 1983.      | Игмански марш                              | Адем                          |
| 1983.      | Како сам систематски уништен од идиота     | Проф. Перовић                 |
| 1984.      | Давитељ против давитеља                    | Гост                          |
| 1984.      | Камионџије опет возе                       | Мрђа                          |
| 1984.      | Откос (серија)                             | Гојко                         |
| 1984.      | Мољац                                      | Гоцин деда                    |
| 1984.      | Камионџије 2 (серија)                      | Мрђа                          |
| 1984.      | Балкански шпијун                           | Доктор                        |
| 1984.      | Крај рата                                  | Старац                        |
| 1984.      | Позориште у кући 5 (серија)                | Теча Вукоје                   |
| 1985.      | Држање за ваздух                           | Павле Јовановић               |
| 1985.      | Није лако са мушкарцима                    | Јован 'Џон' Димитријевић      |
| 1985.      | Живот је леп                               | Продавац пауна                |
| 1986.      | Несташко                                   |                               |
| 1986.      | Од злата јабука                            | Наставник                     |
| 1986.      | Медвед 007 (ТВ)                            | Марковић                      |
| 1987.      | Погрешна процена                           |                               |
| 1987.      | Случај Хармс                               | Кино-оператер                 |
| 1987.      | Милан — Дар                                |                               |
| 1987.      | Већ виђено                                 | Адвокат                       |
| 1987.      | Соба 405 (серија)                          | Др. Перишић                   |
| 1987.      | Увек спремне жене                          | Пословођа                     |
| 1987.      | Октоберфест                                |                               |
| 1987.      | Бољи живот (серија)                        | Службеник                     |
| 1987.      | Вук Караџић (серија)                       | Генерал Цервенка              |
| 1988.      | За сада без доброг наслова                 |                               |
| 1988.      | Браћа по матери                            |                               |
| 1988.      | Балкан експрес 2                           | Доктор                        |
| 1988.      | Лето (ТВ)                                  | Даничин деда                  |
| 1989.      | Полтрон                                    | Сретен Шулајић                |
| 1989.      | Другарица министарка (серија)              | Ујка Васа                     |
| 1989.      | Балкан експрес 2 (серија)                  | Доктор                        |
| 1990.-те ▲ |                                            |                               |
| 1990.      | Гала корисница: Атеље 212 кроз векове      |                               |
| 1990.      | Отвори прозор (серија)                     |                               |
| 1991.      | Оригинал фалсификата                       | Радоје                        |
| 1992.      | Кнедле са шљивама (ТВ)                     | Господин Зец                  |
| 1992.      | Zweite Tod des Gregor Z., Der              |                               |
| 1992.      | Танго аргентино                            | Господин Керечки              |
| 1992.      | Тито и ја                                  | Кустос                        |
| 1992.      | Велика фрка                                | Ђорђе                         |
| 1993.      | Пун месец над Београдом                    | Алексин деда                  |
| 1993.      | Нико није савршен (ТВ)                     | Филип, теча                   |
| 1993.      | Броз и ја (ТВ серија)                      | Кустос                        |
| 1993.      | Рај (ТВ)                                   | Гост у борделу                |
| 1994.      | Време празних страница (ТВ)                | Тодор Манојловић              |
| 1994.      | Дневник увреда 1993                        | Дуда                          |
| 1994.      | Магареће године                            | Професор географије           |
| 1995.      | Знакови                                    |                               |
| 1995.      | Наслеђе                                    |                               |
| 1995.      | Тераса на крову                            | Секретар                      |
| 1995.      | Отворена врата (серија)                    | Старац воајер                 |
| 1997.      | Покондирена тиква (ТВ)                     | Судија                        |
| 1996-1997. | Горе доле (серија)                         | Саватије Маунић „Сава“        |
| 1998.      | Лајање на звезде                           | Фамулус                       |

## Галерија
- Додела награде Павле Вујисић на Филмским сусретима у Нишу 1997. године